# جو هاسلر
جو هاسلر (بالإنجليزية: Joe Hassler)‏ هو لاعب كرة قاعدة أمريكي، ولد في 7 أبريل 1905 في فورت سميث في الولايات المتحدة، وتوفي في 4 سبتمبر 1971 في دنكان في الولايات المتحدة.

## وصلات خارجية
- جو هاسلر على موقعبيزبول رفرنس.كوم (الدوري الرئيسي) (الإنجليزية)
- جو هاسلر على موقعبيزبول رفرنس.كوم (الدوري الثانوي) (الإنجليزية)